# Wahb ibn Munabbih
Wahb ibn Munabbih (in arabo وهب بن منبه‎?; 654 – tra il 725 e il 737) è stato uno storico e tradizionista arabo originario dello Yemen.
Tradizionista di Dhimār (a due giorni di marcia da Ṣanʿāʾ) in Yemen; vissuto per circa 90 anni, anche se i cronisti non sanno se indicare il 725, 728, 732 o il 737.
È annoverato tra i Ṭabiʿīn ed è ricordato come divulgatore delle Isrāʾīliyyāt.
Il suo nome completo era Abū ʿAbd Allāh al-Ṣanʿānī al-Dhimārī o Wahb ibn Munabbih ibn Kāmil ibn Sirāj al-Dīn Dhī Kibār Abū ʿAbd Allāh al-Yamanī al-Ṣanʿānī.

## Biografia

### Famiglia
Per lato paterno era un discendente dei cavalieri persiani sasanidi che conquistarono nel 570 lo Yemen, mentre sua madre era himyarita. Era quindi uno degli abnāʾ (lett. "Figli"): termine con cui s'indicava la discendenza mista persiano-yemenita

### Gioventù
Suo padre, Munabbih ibn Kāmil, aveva abbracciato l'Islam nel corso della vita del Profeta Maometto, sebbene una singola fonte, l'al-Tibr al-Maslūk, affermi che Wahb stesso sarebbe stato un convertito musulmano di precedente fede ebraica. Altre fonti biografiche invece, inclusi al-Nawawi e Ibn Khallikan, non ricordano la sua precedente condizione di ebreo, sia sotto il profilo etnico sia sotto quello religioso. Il fatto che egli conoscesse le tradizioni israelite, sulle quali scrisse molto, probabilmente è all'origine della questione, malgrado egli possa aver acquisito le sue conoscenze grazie all'insegnamento del suo Maestro, Ibn ʿAbbās.
Aveva anche un fratello, di nome Ḥammām ibn Munabbih, che si dice avesse scritto 138 ḥadīth nella sua Ṣaḥīfa (lett. "Foglio").
Fu giudice (qāḍī) durante il califfato di ʿUmar II. e il governatorato di ʿUrwa b. Muḥammad.

## Retaggio
Wahb si dice abbia scritto oltre settanta libri sui profeti e che sia stato un narratore (rāwī) di storie riguardanti il profeta Maometto e personaggi biblici estremamente prolifico. Ebbe un figlio, di nome ʿAbd Allāh al-Abnawī.

### Opere
Tra i numerosi scritti di Wahb possono essere ricordati i Qiṣaṣ al-Anbiyāʾ (Racconti dei profeti), il Kitāb al-isrāʿīliyyāt (Libro dei fatti relativi agli Israeliti) e il  Kitāb al-mulūk al-mutawwaja min Ḥimyar wa akhbārihim wa qiṣaṣihim wa qubūrihim wa ashʿārihim, sull'antica storia yemenita Il primo - che si crede sia il suo più antico lavoro letterario - è, come dice il titolo, una raccolta di narrazioni relative a personaggi biblici, le cui informazioni attingono anche al folklore ebraico, sebbene presentate secondo il gusto islamico dell'epoca. Per esempio, su Ibn ʿAbbās e Kaʿb al-Aḥbar, Wahb è un'autorità all'origine di varie leggende esposte nelle opere di Ṭabarī, Masʿudī, e altri ancora. Il Kitāb al-isrāʿīliyyāt, o "Libro dei fatti relativi agli Israeliti", è andato perduto ma era probabilmente una raccolta di storie ebraiche, molte delle quali incorporate da un compilatore israelita nelle Mille e una notte. Nell'ultima compilazione della silloge favolistica vi sono infatti numerosi racconti di stampo ebraico, e alcuni di essi, come l'"Angelo della Morte", sono ascrivibili a Wahb secondo l'autore dell'al-Tibr al-maslūk. Vi sono anche altre storie che sono attribuite a Wahb e ancor di più quelle di carattere ebraico che possono essere riferite a lui. La sua conoscenza del pensiero ebraico può essere avvalorata dalla sua convinzione sulla Shekinah (in arabo "Sakinah"), come testimoniato da differenti autori arabi.
Secondo al-Baghawi nei suoi Maʿālim al-tanzīl (Ignác Goldziher, Abhandlungen zur Arabischen Philologie, I, 182, Leyden, 1896), Wahb credeva che la Shekinah fosse lo Spirito divino.

## Ḥadīth
Tramandò ḥadīth di:
- Anas ibn Malik, Jabir ibn 'Abd Allah, Abd Allah ibn 'Abbas, Abd Allah ibn 'Umar, Abu Hurayra, Abu Sa'id al-Khudri, Tawus ibn Kaysan, 'Amr ibn Dinar, 'Amr ibn Shayb, Hammam ibn Munabbih

### Punto di vista sunnita
Sebbene i musulmani lo ritengano un'autorità affidabile negli argomenti da lui trattati, alcuni di loro (come Ibn Khaldun) hanno affermato che in altri suoi scritti era menzognero (cfr. "Notices et Extraits des Manuscrits", XX, parte 1, p. 461; de Slane, Ibn Khallikan, III, 673, nota 2).
È noto che Wahb e Ka'b al-Ahbar insegnassero esegesi coranica ai loro discepoli musulmani. Studiosi come Abd Allah ibn Mas'ud misero in guardia nell'usare il loro Tafsīr che, a loro dire, era ricco d'interpolazioni provenienti dall'Ahl al-Kitab.
Ahmad ibn Hanbal diceva: "è stato un uomo di discendenza persiana" e "Ognuno che venga dallo Yemen e abbia un 'Dhī' nel suo nome, la sua linea familiare è aristocratica.
Al-ʿIjlī ha detto: "È un Seguace veritiero, e fu giudice a Ṣanʿāʾ"
ʿAbd al-ʿAzīz ibn ʿAbd Allāh ibn Bāz cita ampiamente Wahb in una lettera in cui qualifica Osama bin Laden come un kharigita
Ibn Hajar al-'Asqalani ha scritto: